# Лебрен, Селин
Сели́н Лебре́н (фр. Céline Lebrun; 25 августа 1976, Париж) — французская дзюдоистка полутяжёлой весовой категории, выступала за сборную Франции в конце 1990-х — начале 2010-х годов. Участница двух летних Олимпийских игр, серебряная призёрка Олимпиады в Сиднее, чемпионка Европы и мира, победительница многих турниров национального и международного значения.

## Биография
Селин Лебрен родилась 25 августа 1976 года в Париже. Активно заниматься дзюдо начала с раннего детства, проходила подготовку в Орлеане в местном спортивном клубе USO judo.
Первого серьёзного успеха на взрослом международном уровне добилась в 1997 году, когда попала в основной состав французской национальной сборной и побывала на чемпионате Европы в бельгийском Остенде, откуда привезла награду бронзового достоинства, выигранную в тяжёлой весовой категории. Год спустя на европейском первенстве в испанском Овьедо стала серебряной призёркой в зачёте полутяжёлого веса — единственное поражение потерпела здесь от испанки Эстер Сан Мигель. Ещё через год на аналогичных соревнованиях в Братиславе одолела всех своих соперниц в той же категории и завоевала тем самым золотую медаль. Кроме того, в сезоне 1999 года выступила чемпионате мира в английском Бирмингеме, где получила бронзу.
В 2000 году на европейском первенстве в польском Вроцлаве Лебрен защитила своё чемпионское звание в полутяжёлом весе и благодаря череде удачных выступлений удостоилась права защищать честь страны на летних Олимпийских играх в Сиднее. Сумела дойти до финала, последовательно победив троих соперниц, однако в решающем поединке всё же уступила китаянке Тан Линь и вынуждена была довольствоваться серебряной олимпийской наградой.
На домашнем чемпионате Европы 2001 года в Париже Лебрен вновь была лучшей в своём весовом дивизионе, тогда как на чемпионате мира в немецком Мюнхене дважды поднималась на пьедестал почёта: взяла бронзу в полутяжёлой весовой категории и золото в абсолютной. В следующем сезоне в четвёртый раз подряд завоевала титул чемпионки Европы, одолев всех соперниц на соревнованиях в словенском Мариборе. Тем не менее, в 2003 году её серия побед на европейских первенствах прервалась, когда на турнире в Дюссельдорфе она проиграла в четвертьфинале немке Дженни Карл и получила бронзу.
Будучи в числе лидеров французской национальной сборной, благополучно прошла квалификацию на Олимпийские игры 2004 года в Афинах. На сей раз выиграла у двух соперниц и проиграла в полуфинале японке Норико Анно. В утешительной встрече за третье место потерпела поражение от представительницы Кубы Юрисель Лаборде и расположилась в итоговом протоколе на пятой строке.
После афинской Олимпиады Селин Лебрен осталась в основном составе дзюдоистской команды Франции и продолжила принимать участие в крупнейших международных турнирах. Так, в 2005 году она вернула себе звание чемпионки Европы, одержав победу на европейском первенстве в Роттердаме, а также добавила в послужной список бронзовую награду, полученную на чемпионате мира в Каире. Год спустя стала серебряной призёркой чемпионата Европы в финском Тампере, где в финале проиграла россиянке Вере Москалюк. Последний раз показала сколько-нибудь значимый результат на международной арене в сезоне 2011 года, когда выиграла серебряную медаль на мастерском турнире в Баку. Вскоре по окончании этих соревнований приняла решение завершить карьеру профессиональной спортсменки, уступив место в сборной молодым французским дзюдоисткам.